# Melanagromyza setifera
Melanagromyza setifera este o specie de muște din genul Melanagromyza, familia Agromyzidae, descrisă de Spencer în anul 1963. Conform Catalogue of Life specia Melanagromyza setifera nu are subspecii cunoscute.